# Machines Are Us
Machines Are Us — третий альбом группы Icon of Coil, выпущенный в 2004 году. «Android» была выпущена до этого альбома в MCD. «Shelter» была включена в ограниченный тираж Uploaded And Remixed.

## Список композиций
CD1:
1. Comment V.2.0 — 0:32
2. Remove/Replace — 4:55
3. Consumer — 6:07
4. Shelter — 5:53
5. Mono:Overload? — 4:57
6. Existence in Progress — 5:22
7. Faith:Not Important — 5:21
8. Transfer:Complete — 5:38
9. Dead Enough For Life — 5:05
10. Wiretrip — 3:27
11. Android — 5:26
12. Sleep:Less — 6:29
13. Pursuit — 4:42
14. Release the Frequency / Afterwords — 8:59

CD2:
1. Them And Us (Exclusive Lmtd Box Track) — 4:54
2. Sleep:Less (8am Version) — 6:06
3. Transfer:Complete (Delobbo Remix) — 7:25
4. Transfer:Complete (Pitch Black Mix By D.r.i.v.E.) — 5:52
5. Consumer (No Sign of JD on Mars Mix By Moonitor) — 6:21
6. Wiretrip (Isle of Crows Remix) — 5:23

## Android
1. «Android» (Edit) — 4:27
2. «Headhunter» (Front 242 Cover) — 6:10
3. «Android» (Non Human Remix by Moonitor) — 7:08
4. «Android» (Mix By Combichrist) — 4:17

Все песни написаны, изданы и записаны группой Icon of Coil.